# آلفا رومئو دیسکو ولانته

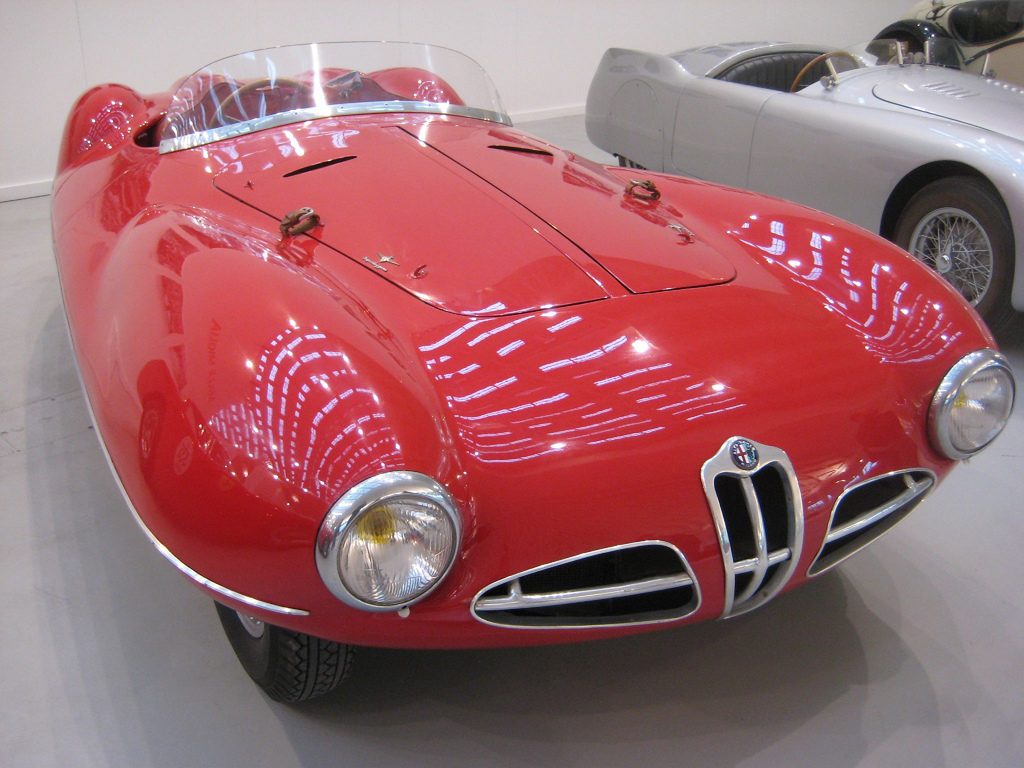

آلفارومئو دیسکو ولانته (Alfa Romeo Disco Volante) خودرویی است که در سال‌های ۱۹۵۲ تا ۱۹۵۳تولید شده‌است. طراحی آن خودروهای موتور جلو-محور عقب بوده است. سیستم جعبه‌دندهٔ آن ۴ دنده به صورت دستی است.

## تاریخچه
1900 C52 در اصل در سال 1952 برای شرکت در مسابقات ورزشی ساخته شده بود. بدنه آئرودینامیکی کاملاً فراگیر آن همراه با Carrozzeria Touring توسعه و ساخته شد و تونل باد آزمایش شد. بدنه که برای دستیابی به ضریب درگ پایین حتی در بادهای متقابل مطالعه شده است، دارای مقطع عدسی شکلی بود که هم از جلو و هم از پهلو مشاهده می شد. با توجه به برخی از طراحی جگوار E-Type برخی از نشانه های طراحی شبیه به دیسکو Volante است.

## نگارخانه

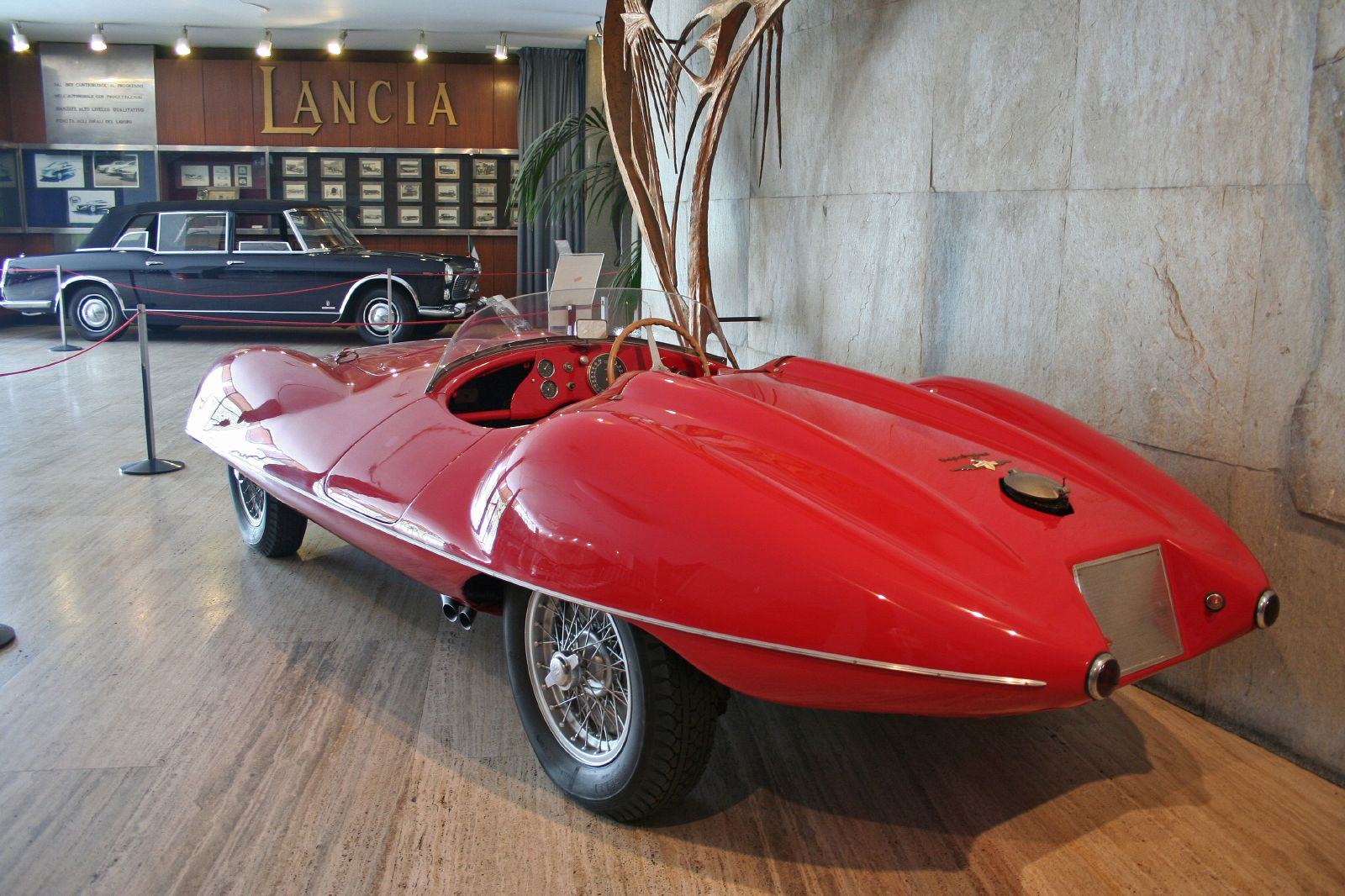
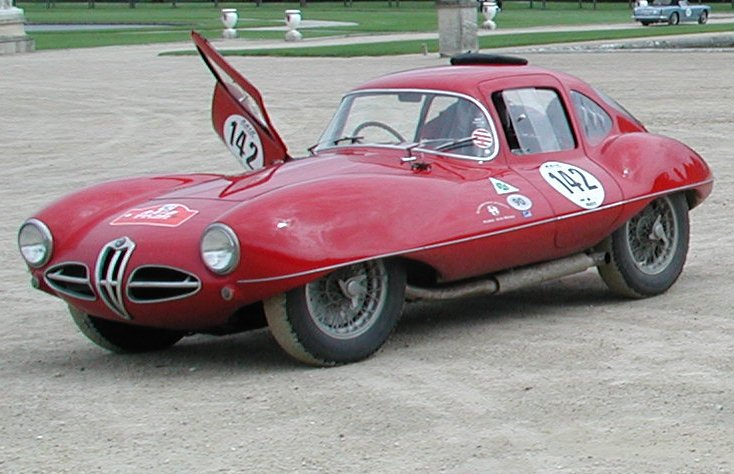